# Smolnícka Huta
Smolnícka Huta je obec na Slovensku v okrese Gelnica.

## Historie
Dějiny obce jsou úzce spjaty se sousedním, v minulosti královským městečkem, Smolníkem. Celá na nerostné bohatství bohatá oblast byla již od 12. století zajímavá pro panovníka i obyvatele, kteří nacházeli práci v blízkých dolech. Ve 14. století už díky hornictví celá oblast prosperovala a Smolník byl v roce 1327 povýšen na královské důlní město. Region postihl v roce 1599 mor, přičemž během epidemie zemřelo až 550 lidí. Epidemie se vyskytly iv letech 1611 a 1622 a vzhledem k poklesu počtu obyvatel začalo hornictví upadat. Při další morové epidemii v letech 1662 až 1664 zemřelo 400 lidí. Těžké časy komplikovaly nájezdy kuruckých oddílů, které vyloupily sklady a soukromé majetky a pohromou byl přesun Tökölyho vojsk v roce 1683, kdy byl kraj vydrancován.
Hornictví začalo prosperovalo opět až během vlády Marie Terezie, kdy byly ve Smolníku založeny důlní úřady, vysoká důlní škola a mincovna. V tomto období se začala formovat Smolnická Huta jako samostatná obec s vlastním kostelem, vybudovaném v roce 1751. Velká povodeň postihla obec v roce 1813 a 1845, kdy byly zaplaveny i doly. V roce 1870 měla obec 1166 obyvatel. V roce 1893 obec postihl velký požár, který zasáhl i hutě na tavbu měděné rudy. Zničen byl i dřevěný obecní dům, proto byl na jeho místě vystavěn nový, zděný. Další požár zničil v roce 1919 asi 35 domů i hornickou kovárnu, vyrábějící plech na mince. Škola se slovenským vyučovacím jazykem zde byla zřízena v roce 1937.

## Památky
- Římskokatolický kostel Nanebevzetí Panny Marie, z roku 1751[3]
- Památkově chráněná tavicí pec[4]

## Osobnosti
- Anton Leopold von Rupprecht (1748–1814), chemik a montanista